# Phalotris bilineatus
Espèce
Synonymes
- Elapomorphus bilineatus Duméril, Bibron & Duméril, 1854
- Elapomorphus spegazzinii Boulenger, 1913
- Elapomorphus suspectus Amaral, 1924
- Elapomorphus spegazzinii suspectus Amaral, 1924
- Elapomorphus bollei Mertens, 1954

Phalotris bilineatus  est une espèce de serpents de la famille des Dipsadidae.

## Répartition
Cette espèce se rencontre :
- dans le sud du Brésil ;
- en Uruguay ;
- en Argentine dans les provinces de Buenos Aires, de Mendoza, de San Juan, de San Luis, de La Pampa, de Chubut et de Río Negro.

## Taxinomie
L'espèce Elapomorphus spegazzinii et sa sous-espèce Elapomorphus spegazzinii suspectus ont été placées en synonymie avec Phalotris bilineatus par Peters et Orejas-Miranda en 1970.

## Publication originale
- Duméril, Bibron & Duméril, 1854 : Erpétologie générale ou histoire naturelle complète des reptiles. Tome septième. Deuxième partie, p. 781-1536 (texte intégral).